# Richard Wright (Künstler)
Richard Wright (* 1960 in London) ist ein britischer Künstler und Musiker.

## Werdegang
Wrights Familie übersiedelte mit ihm als Kind nach Schottland. Zwischen 1978 und 1982 besuchte er das Edinburgh College of Art und studierte von 1993 bis 1995 an der Glasgow School of Art, die er als Master of Fine Art abschloss. Er lebt und arbeitet in Glasgow.
Mit seinem künstlerischen Werk versucht er, architektonische Räume mit ausgefeilten geometrischen Mustern in Farbe und Blattgold auszuschmücken.
Für sein goldenes Fresko im zweiten Raum der Tate Britain wurde er am 7. Dezember 2009 mit dem Turner Prize ausgezeichnet.

## Ausstellungen
- 1994: Transmission Gallery, Glasgow
- 1997: Pitura Brittanica, Museum of Contemporary Art, Sydney
- 1998: Manifesta 2, Luxemburg
- 2000: The British Art Show 5, Talbot Rice, Edinburgh
- 2001: Kunsthalle Bern und Tate Liverpool
- 2002: Kunstverein für die Rheinlande und Westfalen, Düsseldorf
- 2004: Dundee Contemporary Art
- 2007: Museum of Contemporary Art San Diego
- 2008: Carnegie International, Pittsburgh